# La Tribu des dix plombes
La Tribu des dix plombes (titre original : The Ten O'Clock People) est un roman court de Stephen King qui fait partie du recueil Rêves et Cauchemars publié en 1993.

## Résumé
Brandon Pearson, employé dans un groupe financier de Boston, prend une pause-cigarette devant l'immeuble où il travaille lorsqu'il aperçoit une créature monstrueuse. Sur le point de hurler, il en est empêché par Duke Rhinemann, un jeune afro-américain qui travaille également dans l'immeuble. Rhinemann calme Pearson, lui conseille de faire comme si de rien n'était s'il voit d'autres monstres et lui donne rendez-vous à la fin de leur journée de travail. Pearson voit par la suite que plusieurs cadres importants de la société sont aussi des monstres. Il retrouve Rhinemann et celui-ci lui explique que seules les personnes ayant arrêté de fumer avant de reprendre à un rythme beaucoup moins soutenu, fumant seulement quelques cigarettes par jour, sont capables de voir les monstres que Rhinemann surnomme les « batmans ». Ces créatures recherchent les positions de pouvoir et même le vice-président des États-Unis en est une.
Rhinemann invite Pearson à une réunion de personnes pouvant voir les « batmans » qui doit avoir lieu dans la soirée dans le sous-sol d'une librairie. Lors de cette réunion, Robbie Delray, le leader officieux du groupe, affirme que celle-ci doit être particulièrement importante. Cependant, Pearson remarque que Delray est nerveux et cherche à gagner du temps. De plus en plus soupçonneux, Pearson finit par hurler que c'est un piège. Plusieurs créatures investissent alors les lieux. Delray affirme que l'amnistie leur est offerte s'ils n'opposent pas de résistance mais les créatures passent à l'attaque et la panique devient générale. Seuls Pearson et un jeune couple arrivent à sortir vivants du sous-sol. Ils s'enfuient en prenant un train en marche pour Omaha. Ils y créent un nouveau groupe et organisent leur première action de résistance quelques mois plus tard en tuant trente « batmans » qui s'étaient réunis.

## Genèse
La nouvelle est parue pour la première fois dans le recueil Rêves et Cauchemars (1993). Dans la postface de Rêves et Cauchemars, Stephen King écrit que l'idée de la nouvelle lui est venue à Boston pendant l'été 1992 quand il a remarqué que des groupes de personnes, « qui n'avaient apparemment aucune cohésion sociologique », s'étaient réunies au pied de plusieurs immeubles et qu'il a ensuite compris qu'elles prenaient à l'extérieur une pause-cigarette, ces immeubles étant désormais des zones non-fumeurs. King estime que cette histoire, au-delà de son aspect horrifique, évoque la vague de changements dans l'Amérique de la fin du XXe siècle qui a contribué à recréer par certains aspects la ségrégation raciale dans les années 1940 et 1950. On peut ainsi voir dans cette nouvelle une dénonciation du « politiquement correct ».
L'idée que seul un groupe de personnes bien particulier peut voir les monstres infiltrant notre société est proche de celle de la nouvelle Eight O'Clock in the Morning (1963), de Ray Faraday Nelson, dans laquelle il faut des lunettes de soleil spéciales pour voir les envahisseurs.

## Distinctions
La Tribu des dix plombes a été nommé pour le prix Locus du meilleur roman court 1994, terminant à la 8e place.

## Adaptations
Les droits d'adaptation de la nouvelle ont été acquis en 2011 par les sociétés de production Making Ten O’clock Productions et Dead Rabbit Films. Tom Holland a écrit le scénario et doit réaliser le film adapté. Jay Baruchel a été engagé pour tenir le rôle principal. La production du film, dont le titre de travail est Cessation, a connu de multiples retards mais est toujours en cours en 2015 selon Tom Holland. Le projet semble depuis lors avoir été abandonné.